# 海子街镇
海子街镇，是中华人民共和国贵州省毕节市七星关区下辖的一个乡镇级行政单位。
2013年7月，毕节市人民政府批复七星关区部分行政区划调整，将海子街镇梅子沟、平桥、砂锅寨、前所、石榴口、龙滩、店子、蚂蝗、彭家寨、张家寨、马过河、尚家寨、胡家院、陈家院、柏杨林、丁家寨、沙地、西冲、邵关19个村划归新设置的碧海街道管辖，将八寨镇七里沟、果乐桥、二道河3个村划归海子街镇管辖。

## 行政区划
海子街镇下辖以下地区：
七里沟村、二道河村、果乐村、海子街村、周家桥村、大湾村、小箐沟村、热水田村、钻天坡村、黑泥井村、大垭口村、坪山村、龙塘村、鞍山村、树垮村、五十亩村、十三亩村和插枪岩村。